# To Walk Invisible
To Walk Invisible is een Britse televisiefilm over de familie Brontë die op 29 december 2016 op BBC One werd uitgezonden. Het drama werd geschreven en geregisseerd door Sally Wainwright en concentreerde zich op de relatie van de drie Brontë-zussen; Charlotte, Emily en Anne, en hun broer, Branwell.

## Titel
De titel van het drama komt uit een brief die Charlotte Brontë aan haar uitgever had geschreven over een ontmoeting met een geestelijke die zich niet realiseerde dat ze Currer Bell was. Het beviel haar en haar zussen dat ze niet beroemd waren; "Wat zou een auteur zou zijn zonder het voordeel onzichtbaar te kunnen lopen?"

## Verhaal
In 1845 wordt de familie Brontë bestaande uit Patrick Brontë, zijn dochters Charlotte, Emily en Anne en zijn zoon Branwell herenigd nadat Branwell is ontslagen uit zijn functie als docent en Anne, die als gouverneur voor dezelfde familie had gewerkt, ontslag neemt naast hem. Anne vertelt haar zussen met tegenzin dat Branwell is ontslagen omdat ze seksuele relaties had met de minnares van het huis.
Anne onthult aan haar zus, Charlotte, dat ze nog steeds schrijft, hoewel Charlotte toegeeft dat ze de hobby heeft opgegeven omdat het haar beangstigt. Later vertrouwt Anne ook Emily toe dat ze doodsbang is voor Branwell's dronken gedrag omdat hun vader blind en ziek is en hun huis tot de parochie behoort, wat betekent dat wanneer hij sterft de zusters volledig afhankelijk zijn van hun broer die een leugenaar is, een zware drinker en een verslindster.
Charlotte, die ook doodsbang is voor een toekomst waarin ze financieel afhankelijk is van Branwell, heeft een gesprek met hem over zijn toekomstplannen waarin hij onthult dat hij een paar gedichten heeft gepubliceerd, maar vanwege de onbeduidende beloning zijn zinnen op een roman richt. Het gesprek roept Charlotte op zich af te vragen of zij en haar zussen misschien ook hun materiaal kunnen publiceren. Ze doorzoekt Emily's kamer en onthult haar gedichten die ze briljant en geweldig vindt. Emily reageert gewelddadig op de achtersteven in privacy terwijl Anne geïntrigeerd is door het idee van publicatie en toont Charlotte enkele van haar gedichten en een roman waaraan ze werkt. Charlotte is niet onder de indruk van het werk van Anne, maar vindt dat de drie zussen moeten proberen een hoeveelheid poëzie te publiceren die ze kunnen gebruiken om zich te vestigen voordat ze romans schrijven. De zusters betalen om gedichten van Currer, Ellis en Acton Bell te laten publiceren en gebruiken pseudoniemen om niet te worden gediscrimineerd vanwege hun geslacht. Ze houden de publicatie geheim voor hun vader en broer.
Branwell hoort van zijn minnares en ontdekt dat haar man is overleden. Hij heeft echter bepalingen in zijn testament gelaten dat ze zowel haar geld als haar huis verliest als ze hertrouwt of wordt gezien met Branwell. Branwell zinkt verder in alcoholisme en wordt steeds gewelddadiger.
Ondertussen heeft de zuster romans geschreven en begint ze te versturen, zodat deze gepubliceerd kunnen worden. Charlotte neemt hun vader mee voor staaroperaties en begint tijdens zijn herstelperiode aan een tweede roman, Jane Eyre.
Na lange tijd verdwenen te zijn keert Branwell terug, ernstig onwel. De familie probeert hem weer gezond te maken, maar plotselinge nuchterheid betekent dat hij hallucinaties begint te ervaren.
Charlotte ontvangt eindelijk een brief van een uitgever en is teleurgesteld om te horen dat Emily's roman Wuthering Heights en Anne's roman Agnes Gray zijn geaccepteerd voor publicatie en haar eigen roman, The Professor is afgewezen. Ze dringt er bij haar zussen op aan om door te gaan met publicatie zonder haar en begint op zoek te gaan naar een uitgever voor Jane Eyre.
De situatie met Branwell verslechtert nu het gezin gedwongen wordt meer van zijn schulden af te lossen. Jane Eyre wordt echter geaccepteerd voor publicatie en alle drie de boeken zijn ongelooflijk succesvol. Na weer een ander incident waarbij Branwell hun vader lastigvalt voor geld dringt Emily er bij haar zussen op aan zichzelf en het enorme succes van hun boeken aan hun vader te openbaren om zijn zorgen over hun financiële toekomst te verlichten. De zussen vragen hun vader om hun succes niet aan Branwell te onthullen, omdat ze hebben bereikt waar hij van droomde.
Charlotte wordt woedend nadat de uitgever van Anne en Emily The Tenant of Wildfell Hall, een boek geschreven door Anne, wil laten doorgaan als het werk van Charlotte. Ze staat erop dat de zusters naar Londen reizen en zichzelf openbaren als afzonderlijke auteurs. Anne stemt ermee in om met haar zus te gaan, maar Emily weigert en dringt erop aan haar anonimiteit te beschermen. Nadat Charlotte zichzelf en Anne heeft voorgesteld, worden ze met bewondering begroet door hun uitgevers die hen meenemen naar de opera.
Bij thuiskomst onthult Emily dat Branwell diep ziek is en bloed heeft overgegeven. Branwell herstelt nooit en sterft uiteindelijk.
Een dagboek onthult dat Emily drie maanden na Branwell stierf en Anne vijf maanden na haar stierf. De pastorie werd veranderd in een museum ter ere van de zusters en hun werk.

## Cast
- Finn Atkins als Charlotte Brontë
- Charlie Murphy als Anne Brontë
- Chloe Pirrie als Emily Brontë
- Adam Nagaitis als Branwell Brontë
- Jonathan Pryce als Patrick Brontë[4]
- Rosie Boore als Young Charlotte
- Lara McDonnell als Young Anne
- Talia Barnett als jonge Emily
- Troy Tipple als Young Branwell
- James Norton als de hertog van Wellington
- Matt Adams als Captain Parry en Jack Sharp
- Kris Mochrie als kapitein Ross
- Jonathan Carley als Napoleon Bonaparte
- June Watson als Tabby Aykroyd
- Mark Frost als John Brown
- Megan Parkinson als Martha Brown
- Thomas Nelstrop als Dr. John Wheelhouse
- Rory Fleck Byrne als Arthur Nicholls
- Jamie Dorrington als Enoch Thomas
- Gracie Kelly als Ellen Nussey
- Thomas Howes als Samuel Hartley
- Luke Newberry als George Smith

## Productie

### Schrijven
BAFTA- winnende schrijver Sally Wainwright, die ook misdaaddrama Happy Valley en komedie-drama Last Tango in Halifax, beide in Yorkshire, heeft geschreven, zei dat ze "buitengewoon opgewonden" was om door de BBC te zijn gevraagd om deze tot leven te brengen drie fascinerende, getalenteerde, ingenieuze Yorkshirevrouwen."

### Filmen
Het drama werd grotendeels gefilmd in Yorkshire waarbij Haworth tijdens het filmen veelvuldig werd gebruikt. Een replica van de pastorie in Haworth werd gebouwd op het heidegebied in Penistone Hill Country Park, net ten westen van Haworth. Hierdoor konden externe scènes worden gefilmd weg van de echte pastorie in het dorp. De replicapastonage werd ook toegevoegd aan andere gebouwen en een straat om een kleine set te maken van hoe Haworth eruitzag in de tijd van de Brontës, waarbij ten minste één gemeenteraadslid erop wees dat de pastorie in hun tijd niet in de schaduw was van bomen zoals het is nu.
Scènes in het interieur werden gefilmd in studio's in Manchester omdat filmen in de eigenlijke pastorie zelf niet mogelijk was. Andere externe scènes werden gefilmd in de stad York en de Calder Valley in West Yorkshire.

## Kritieke ontvangst
Na beoordeling van de website Rotten Tomatoes, heeft de film een score van 83% behaald op basis van zes beoordelingen, voor een gemiddelde beoordeling van 7,5 / 10.
Lucy Mangan, geschreven in The Guardian, beschreef het drama als "somber, mooi en briljant; zoals alles wat Wainwright en haar repertoirebedrijf doet". Ze prees ook de uitvoering van Nagaitis als "een laaiende uitvoering die, zowel de innerlijke kwelling, als het egoïsme overbrengt en onze sympathie behoudt, zelfs terwijl hij ons de muur op drijft".
The Telegraph ' Jasper Rees gaf het drama vijf sterren van de vijf beschrijft de episode als 'de gezusters Brontë te bruisen, woedend leven gebracht,' en op dezelfde wijze prees Adam Nagaitis' acteren, en merkt op dat het uitstekend was.
Het programma trok ook tal van reacties op sociale media, waarbij veel kijkers hun ongenoegen uitten over een prima uitvoering die werd verpest door de kwaliteit van de audio.
De karakterisering van de familie Brontë werd bekritiseerd door Peggy Hewitt, een lid van de Brontë Society wier eigen biografie over de familie, These Lonely Mountains, "algemeen wordt beschouwd als het definitieve boek over de heide van Haworth en hun banden met de Brontës". Hewitt was kritisch over het feit dat Branwell's personage wordt overspeeld, Charlotte's "constante gemene beknelde blik" en de weergave van Patrick Brontë als "mild en ineffectief" wanneer zij beweert dat hij een "vurige Ier, afgestudeerd in Cambridge, en een toekomstgerichte sociale hervormer was."